# Kwese (peuple)
Les Kwese sont un peuple bantou d'Afrique centrale établi principalement en République démocratique du Congo, également en Angola.

## Ethnonymie
Selon les sources on observe les variantes suivantes : Bakwese, Bakweze, Kikwese, Kweses, Kweze.

## Aire géographique
Ils sont établis entre les rivières Kwilu et Kasaï dans la province de Bandundu en République démocratique du Congo. Certains sont installés dans le Kasaï-Occidental. Ils vivent dans une région de moyenne altitude (500-800 m) au climat tropical humide. Leur domaine est celui de la savane boisée à galerie forestière le long des cours d'eau. Les principales localités sont Gungu, Kasanza Mwandu, Kilombo et Kingandu.

## Histoire
Les Kwese sont venus de l'ouest. Ils ont été colonisés par les Lunda et les Yaka au cours du XIXe siècle.

## Population
Leur nombre est estimé à 40 000. La plupart sont de petits fermiers. Ils cultivent le millet, le maïs et le manioc. Leurs voisins immédiats sont les Mbala, les Ngongo, les Mbuun, les Pende, les Suku, les Tsamba et les Hungana.

## Langue
Ils parlent le kwese (ou kikwese), une langue bantoue, dont le nombre de locuteurs a été estimé à 60 000.

## Arts
L'influence yaka est très perceptible dans la culture kwese.
Les Kwese produisent peu de statues, à l'exception de quelques maternités et statues-fétiches. On leur connaît surtout des masques anthropomorphes au visage en forme de cœur, ainsi que des objets de prestige : sièges, tambours à fente, coupes pour le vin de palme. Les masques-casques, portés notamment lors des cérémonies liées à la circoncision, sont parfois dotés d'une collerette en raphia destinée à dissimuler le bas du visage et les épaules du danseur.

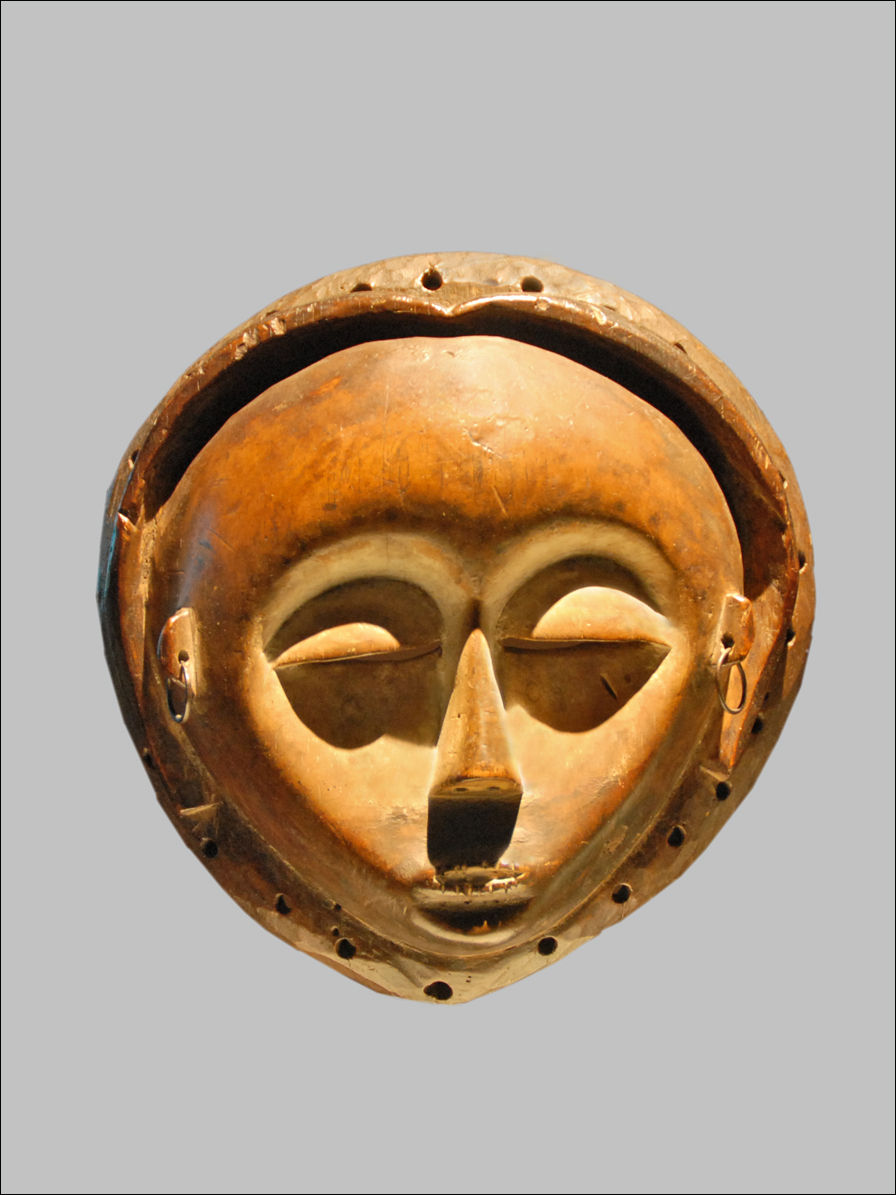
Masque anthropomorphe en forme de cœur.
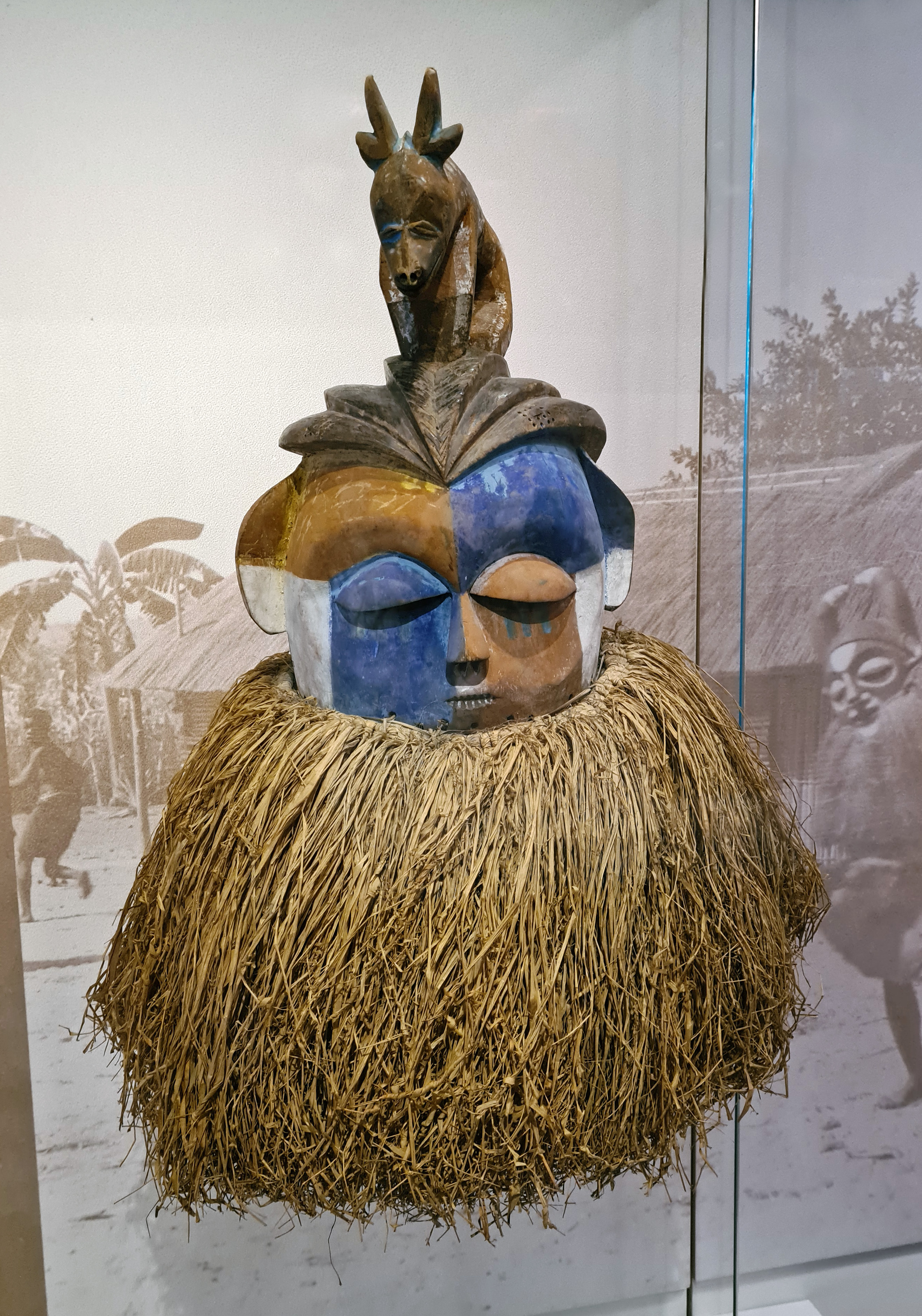
Masque heaume hemba.
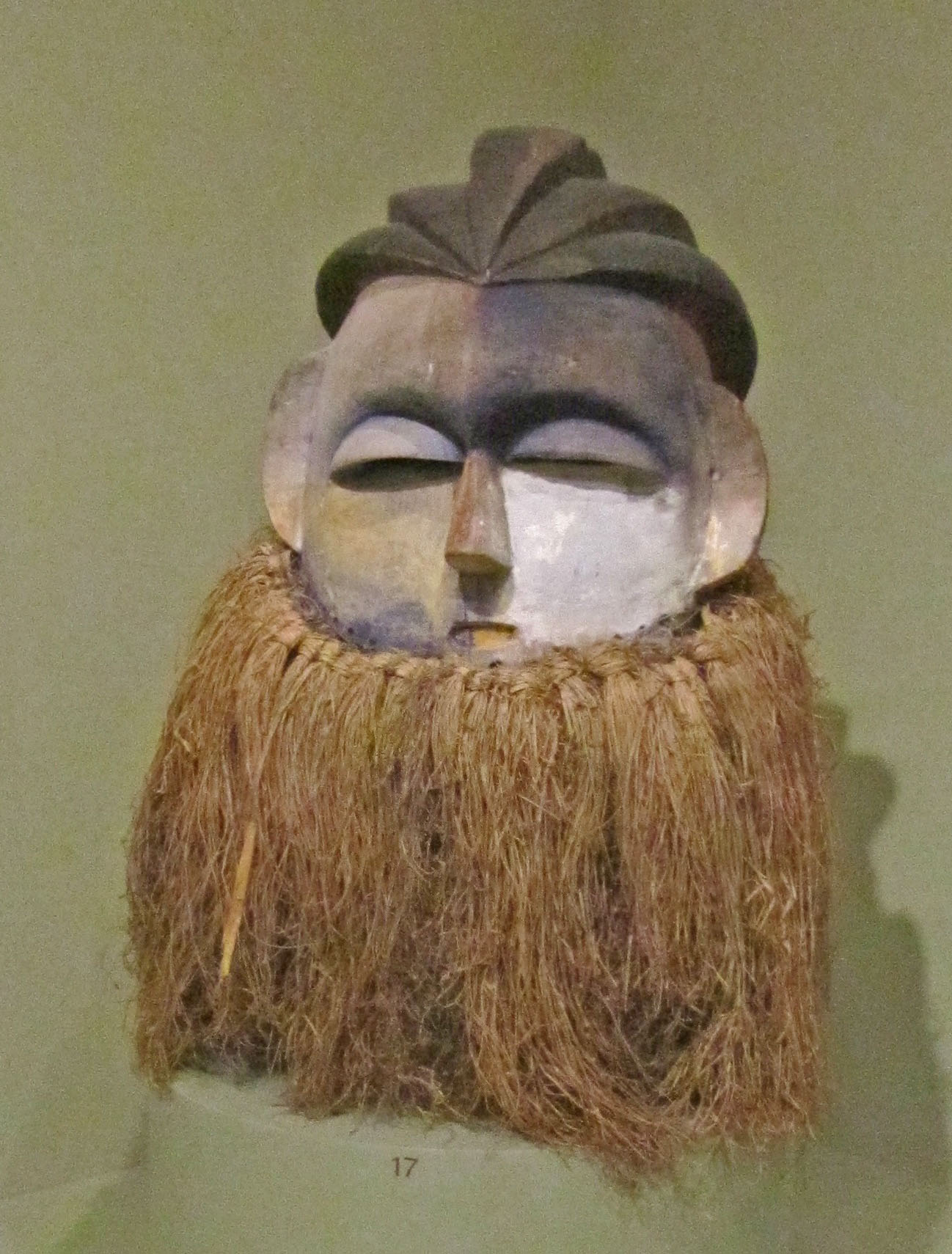
Masque-casque avec collerette en raphia.

### Discographie
- Anthologie de la musique congolaise, vol. 6, Musique des Kwese (René Ménard, coll. ; Jos Gansemans, éd.), Fonti Musicali, Musée royal de l'Afrique centrale, Tervuren, 2006, CD + livret)